# Nang bào tử

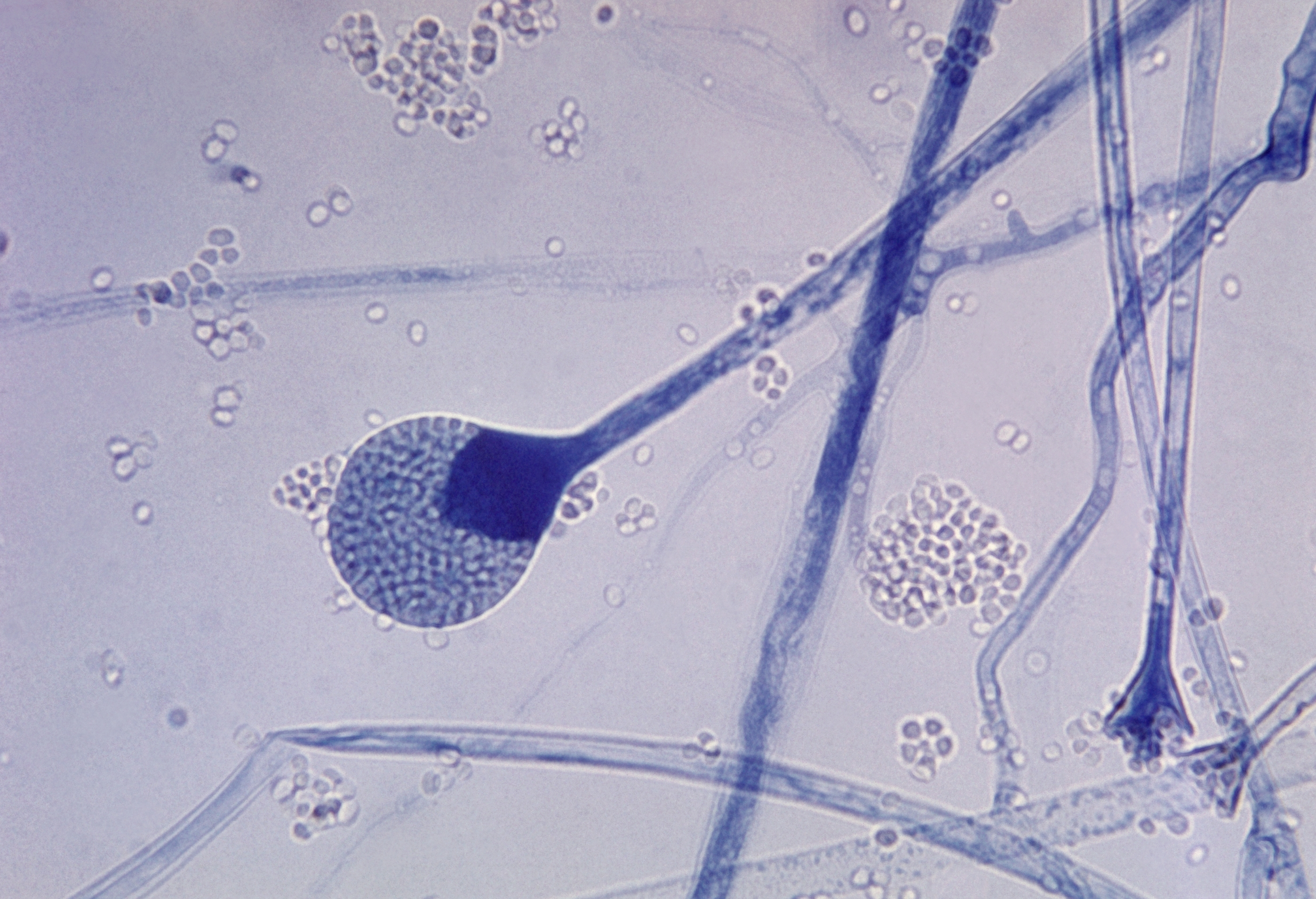
Nang bào tử chín của mốc Absidia

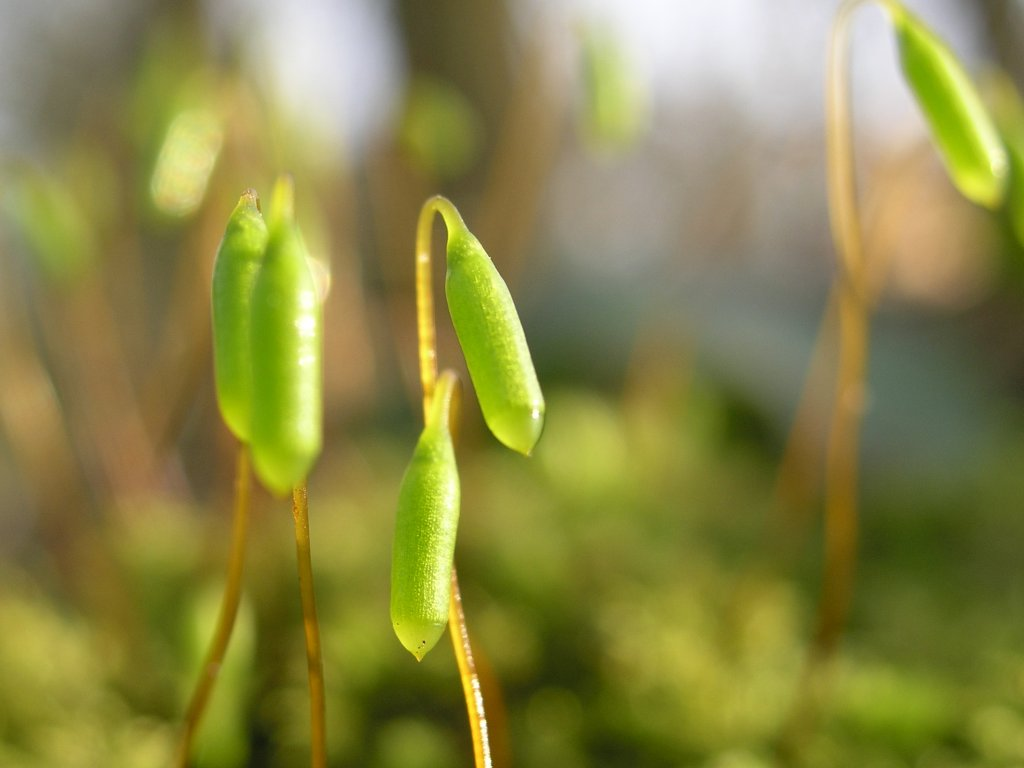
Nang bào tử rêu

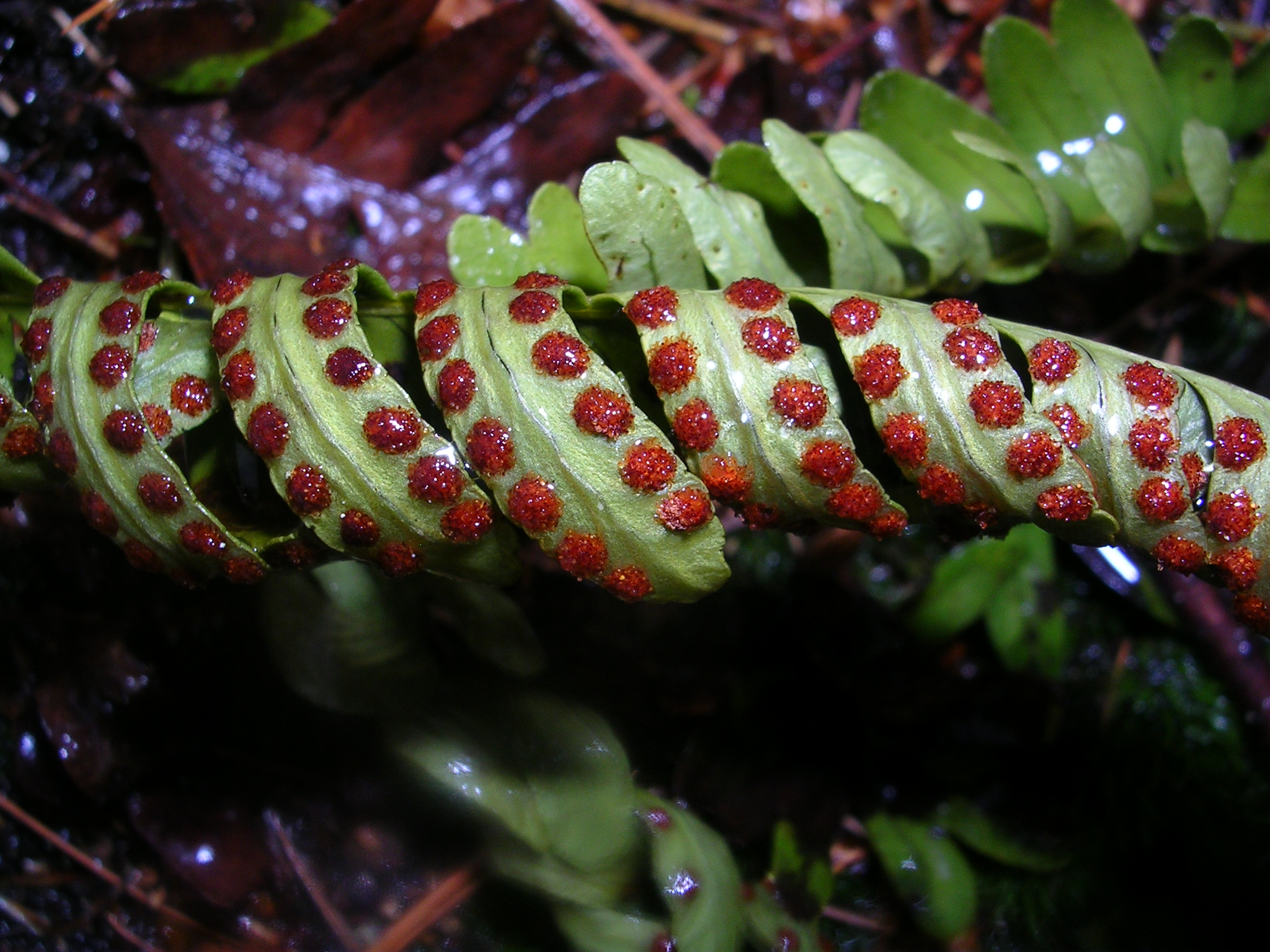
Nang bào tử trên lá dương xỉ

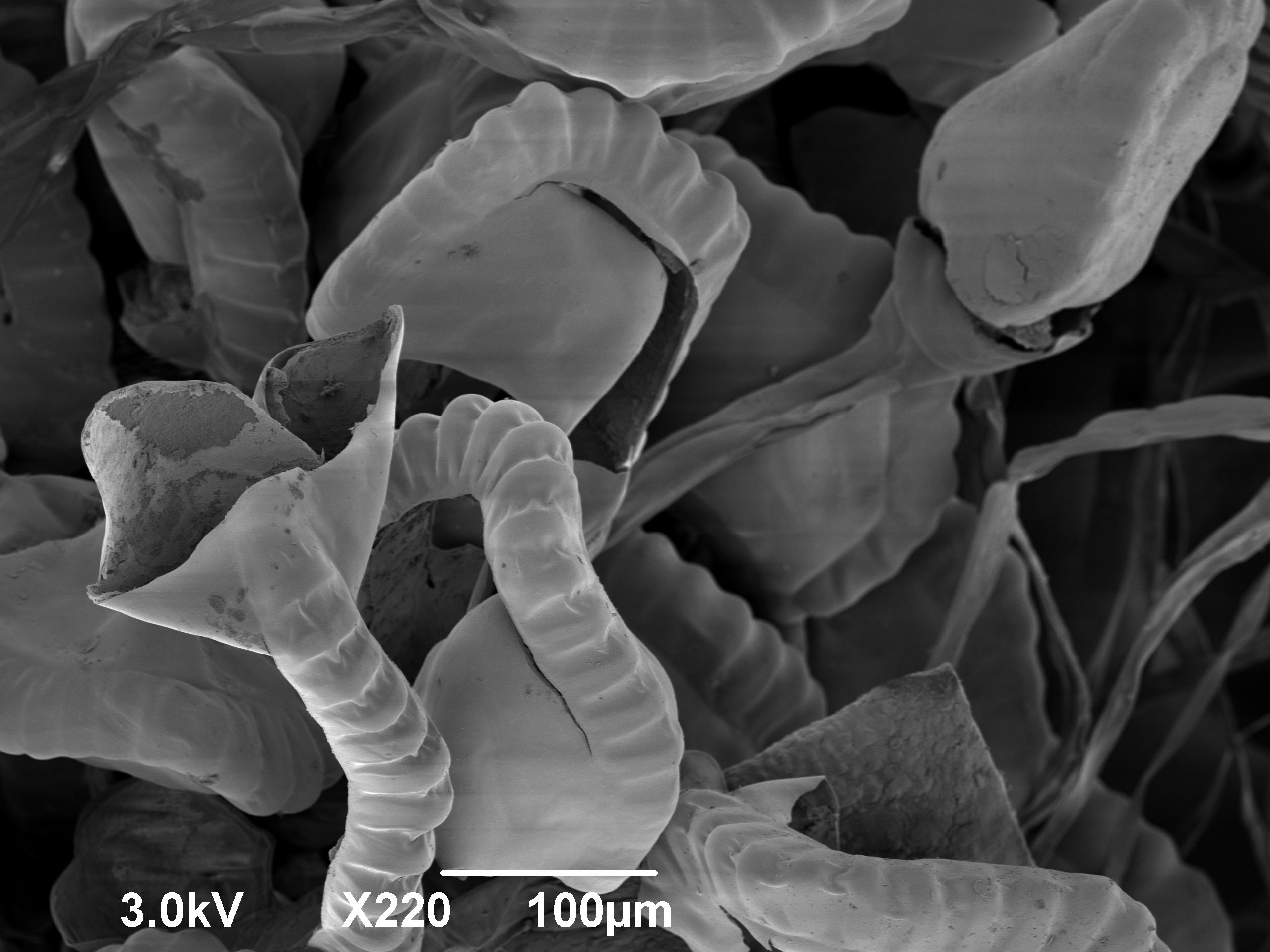
Ảnh hiển vi điện tử quét của nang bào tử của dương xỉ

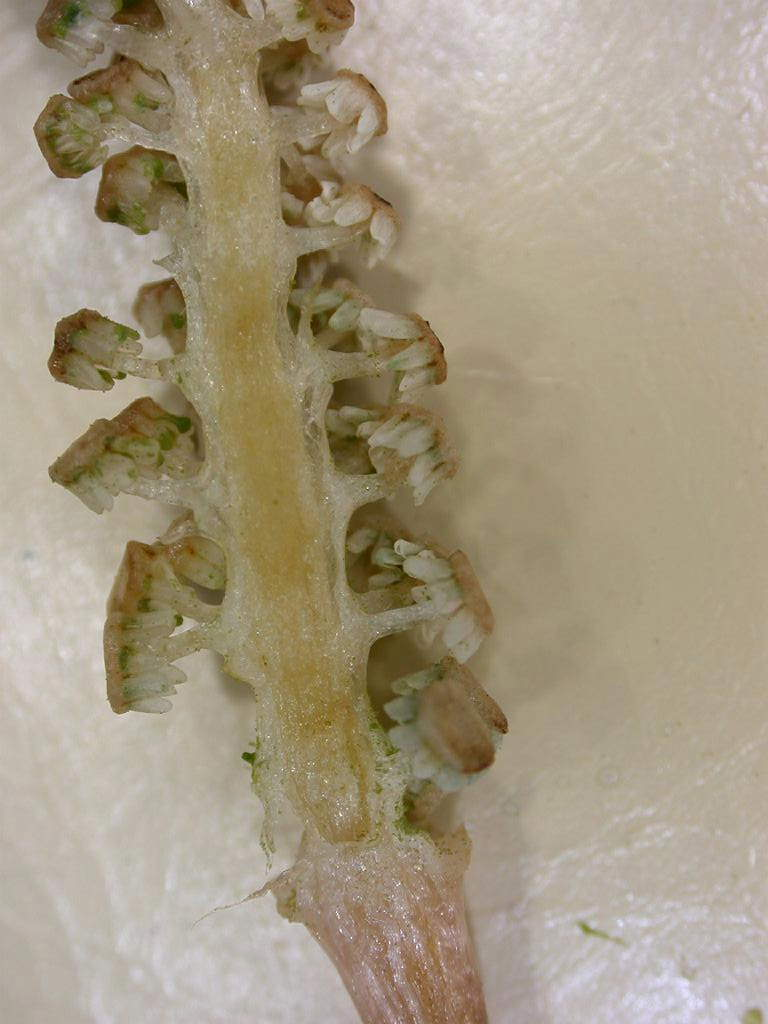
Equisetum arvense strobilus cắt ra để lộ nang bào tử

Nang bào tử (bào nang) là một khoang kín mà bào tử hình thành bên trong nó. Nó có thể được tạo thành từ một tế bào duy nhất hoặc có thể là đa bào. Mọi loài thực vật, nấm, và các nòi giống khác đều hình thành nang bào tử ở một thời điểm nào đó trong vòng đời của chúng. Nang bào tử có thể sản sinh ra bào tử thông qua nguyên phân, nhưng đối với hầu như tất cả thực vật trên cạn và nhiều loại nấm, nang bào tử là địa điểm diễn ra giảm phân và sản sinh ra các bào tử đơn bội khác biệt về mặt di truyền.

## Nấm
Cấu trúc vô tính chứa bào tử ở các loài nấm.

## Thực vật trên cạn
Đối với các loài rêu, rêu tản và rêu sừng, một thể bào tử chưa phân nhánh sản sinh ra duy nhất một nang bào tử, về mặt hình thái học có thể hơi phức tạp. Hầu hết các loài thực vật không mạch, cũng như là thạch tùng và hầu hết các loài dương xỉ, thì đều đồng bào tử (chỉ sản sinh ra một loại bào tử). Một số loài rêu, hầu hết các loài thạch tùng, và một số loài dương xỉ thì là dị bào tử (sản sinh ra hai loại bào tử). Những loại thực vật này sản sinh ra vi bào tử và đại bào tử, thứ sau đó sẽ phát triển thành thể giao tử, thứ về mặt chức năng chính là đực và cái theo thứ tự.